# Mount Zion (Georgia)
Mount Zion è un comune degli Stati Uniti d'America, situato nello Stato della Georgia, nella contea di Carroll.